# Feng Zhiqiang

Feng Zhiqiang

Feng Zhiqiang (chinesisch 馮志強 / 冯志强, Pinyin Féng Zhìqiáng; * 1928 in Shulu – heute Xinji, Provinz Hebei, China; † 5. Mai 2012) gehörte der 18. Generation des Chen-Stil Taijiquan an und war mit einer der wichtigsten Kampfkünstler Chinas. Seine zahlreichen Posten und Ehrentitel beinhalten Vorstandsmitglied der Chinesischen Wushu Gesellschaft, Berater der Beijing Wushu Gesellschaft, Vorsitzender der Beijing Chen-Stil Taijiquan Forschungsgesellschaft und Präsident der Zhiqiang Wushu Akademie.
Großmeister Feng studierte bei zwei wichtigen Lehrern, dem legendären Großmeister Chen Fake, Hauptvertreter der 17. Generation des Chen-Stil Taijiquan, und dem berühmten Arzt und Qigong-Meister Hu Yaozhen. Auf Grundlage seiner vertieften Kenntnisse des Qigong entwickelte Feng das Taijiquan weiter zu einem eigenen, stark gesundheitsorientierten Stil mit vollständigem Namen Xinyi Hunyuan Chen-Stil.